# 안석태
안석태(安奭泰, 1939년 ~)은 부산고등법원장 등을 역임한 법조인이다.

## 생애
1939년 태어나 부산대학교 법학과를 졸업하고 제16회 고등고시 사법과에 합격해 판사에 임용되었다. 부산지방법원 울산지원 제1대 지원장을 지냈으며 대구고등법원, 부산고등법원을 거쳐 서울고등법원 부장판사에 재직 중이던 1994년 2월 23일에 법원장으로 승진하여 청주지방법원장에 임명되었으며 7월 21일에 임명된 인천지방법원장에 재직할 때 집달관에 의한 횡령 사건이 발생하자 1995년 2월 24일에 "집단관 횡령사실을 보고 받은 것은 1월 10일이며 그 이전에는 이 사실을 전혀 몰랐다"고 했다. 1995년 2월 21일에 임명된 부산지방법원장과 1997년 2월 21일에 임명된 부산고등법원장 등을 역임하고 변호사 안석태 법률사무소를 개업하였다.  
독서모임 '담북' 회원으로서 '맹자' 등 고전 읽고 토론을 가졌다.